# Sumy oblast
Sumy oblast är ett oblast (provins) i nordöstra Ukraina. Huvudort är Sumy. Området var före Ryska revolutionen 1917 en del av Guvernementet Charkov.